# 鬼笔环肽
鬼笔环肽（Phalloidin）是一种环状七肽毒素，隶属于从鹅膏菌科的真菌鬼笔鹅膏中提取的一组毒素（即所谓鬼笔毒素）。它的毒性源于其能够抑制细胞内微丝解聚的特性。自从人们发现鬼笔环肽在荧光标记之后仍然具有使微丝保持稳定的特性以来，它已被广泛应用于生物医学的研究中，用来显示细胞内微丝的形态和分布。

## 背景
在1930年代，诺贝尔得獎者德國化學家海因里希·威兰对鬼笔环肽进行了开创性的研究。随后，他的学生（也是他的女婿）费奥多尔·吕嫩和侄子乌尔里希·威兰在1937年成功提纯了鬼笔环肽并制得其纯品的晶体。（前者还因为在胆固醇代谢方面的研究荣获1964年诺贝尔奖。）

## 作用及机理
鬼笔环肽能与纤维状的肌动蛋白（F-actin）相结合，从而阻止其解聚，并破坏细胞内微丝的聚合-解聚合动态平衡，从而对细胞产生毒性。它在肌动蛋白纤维亚基间的界面处特异性结合，从而将相邻的亚基固定在一起。鬼笔环肽是一种双环七肽，它与微丝的结合比起与肌动蛋白单体的结合要牢固得多，这种差别导致了纤维末端亚基解聚的速率下降，通过阻止微丝解聚而从根本上对其起到稳定作用。此外，鬼笔环肽还能够阻止微丝处结合的ATP水解。这样一来，对于肌动蛋白单体，鬼笔环肽能够阻止其维持球状构象；对于肌动蛋白微丝，鬼笔环肽能抑制结合在其上的ATP水解成为ADP，从而提高已聚合的单体之间的亲和力，大幅降低微丝的解聚速率。二者总的作用效果是强烈促进微丝的聚合并同时使其保持稳定。
鬼笔环肽对细胞的影响随着其浓度改变而有所不同。当在细胞质中的浓度较低时，鬼笔环肽可以使细胞质中聚合度较低的微丝和细丝蛋白聚集成为稳定的岛状聚合物，但不会影响到应力纤维（由平行排列的微丝组成的束状结构）的解聚。 威兰等人还注意到，在较高浓度下，鬼笔环肽还可以导致细胞收缩。

## 在造影方面的应用

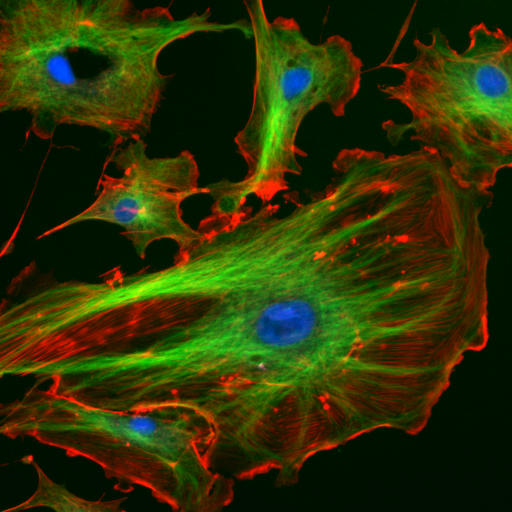
内皮细胞中被荧光标记鬼笔环肽（显红色）标记出的肌动蛋白微丝

鬼笔环肽的特殊性质使它成为了研究细胞内肌动蛋白微丝的有力工具。对鬼笔环肽进行荧光标记后，它们便可以在光学显微镜下清晰地显示出细胞内微丝的分布情况。不论是对活细胞还是已经固定后的细胞，鬼笔环肽的荧光标记衍生物都能在显示其微丝分布的状况上发挥巨大的作用。利用伊红标记过的鬼笔环肽进行染色后，对微丝进行的光学和电子显微的分辨率都能得到进一步提升。 这是因为荧光分子还可以促使二氨基联苯(DAB)发生氧化（荧光致氧化），其反应产物的电子密度会有所变化，并能被电子显微镜检测出来。如果使用饱和的荧光标记物进行造影，微丝能够充分与鬼笔环肽结合，则荧光强度还可以被用作微丝数量的定量判据。因此，通过免疫荧光显微术和鬼笔环肽的显微注射，人们便得以通过观察微丝的不同聚集形态和聚合程度来推测其功能。总而言之，荧光标记的鬼笔环肽是对微丝进行高分辨率显微分析的一件利器。

## 局限
未经修饰的鬼笔环肽无法穿越细胞膜，这使其难以直接应用于针对活细胞的实验，不过现在人们已经合成了一些渗透能力得到大幅提高的衍生物。
经过鬼笔环肽处理的细胞会显示出多种中毒特征并会很快死亡。此外，值得注意的是，经过鬼笔环肽处理的细胞中，与质膜相连的微丝所占的比例会更高。向活细胞中显微注射鬼笔环肽还会改变其内部的微丝分布情况和细胞的运动能力。